# スター帝国
スター帝国（スターていこく、朝: 스타제국）は、2000年に設立された韓国の芸能事務所である。
Jewelry、V.O.S、Nine Muses、ZE:A、IMFACTなどを輩出した。

## 沿革
2000年2月9日に設立された。2001年に女性アイドルグループ・Jewelryをデビューさせ、商業的な成功を果たした。2004年には男性アイドルグループ・V.O.Sをデビューさせた。
2010年1月に男性アイドルグループ・ZE:A、同年8月には女性アイドルグループ・Nine Musesをデビューさせた。同年3月、SMエンタテインメント・YGエンターテインメント・JYPエンターテインメントらとともに、「KMPホールディングス」を設立。
2014年に少年グループ・SoRealをデビューさせた。
2015年1月7日、Jewelryの解散を発表し、同年末にはV.O.Sが契約満了でスター帝国から離れた。
2016年1月、男性アイドルグループ・IMFACTをデビューさせた。
2017年2月9日、ZE:Aのメンバーがスター帝国から離れた報告が表面化され、グループを解散すると虚偽の記載がされた。しかし、メンバー自身がそうではないことを後に確認し、当面はソロ活動に集中するということであった。4月12日、スター帝国は、ZE:A は解散しないと発表。
2019年2月10日、Nine Musesの解散を発表。同年10月24日、子会社レーベルのRising Starエンターテインメントから女性アイドルグループ・ARIAZをデビューさせた。
2022年1月4日、IMFACTのメンバーがスター帝国から離れることに決定したと発表

## 所属アーティスト

### グループ
- ZE:A（2010年 - ）
- ARIAZ（2019年 - ）- Rising Starエンターテインメント

## 過去の所属アーティスト

### グループ
- Jewelry（2001年 - 2015年）
- V.O.S（2004年 - 2015年）
- A-Force（2009年 - 2013年）
- Nine Muses（2010年 - 2019年）
- Nasty Nasty（2014年）
- SoReal（2014年 - 2018年）
- IMFACT（2016年 - 2022年）

### 歌手
- キム・ソリ（2006年 - 2009年）

### 役者
- ホン・スア
- オ・ジホ
- キム・シヒャン
- パク・ヒョンシク
- ジュリアン・カン

## コンサート公演
- 2016年 - スター帝国 1stコンサート「ファミリーコンサート」
  - 9月2日 - 東京・Zepp Tokyo

## 子会社
- Rising Starエンターテインメント